# Juan Bernardo Huyke

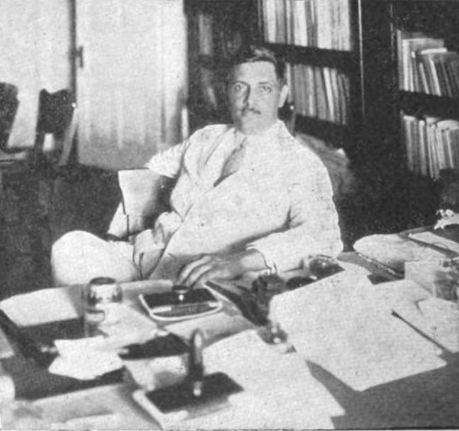
Juan Bernardo Huyke (um 1921)

Juan Bernardo Huyke (* 11. Juni 1880 in Arroyo; † 17. Dezember 1961 in San Juan) war ein puerto-ricanischer Politiker. Im Jahr 1923 war er kommissarischer Gouverneur von Puerto Rico.

## Werdegang
Juan Huyke war zwischen 1908 und 1910 Schulrat (Superintendent) in seiner Heimat. Dabei setzte er sich für zweisprachige Erziehung ein. Von 1912 bis 1920 gehörte er dem Repräsentantenhaus von Puerto Rico an. Zwischen 1921 und 1930 war er als Commissioner of Public Instruction Bildungsminister von Puerto Rico.
Im Jahr 1923 amtierte Huyke für einige Monate als kommissarischer Gouverneur des Territoriums. Dabei überbrückte er die Zeit zwischen dem Rücktritt seines Vorgängers Emmet Montgomery Reily und der Amtsübernahme des neuen Gouverneurs Horace Mann Towner. Zwischen 1935 und 1945 leitete Huyke die Dienstleistungskommission von Puerto Rico. Er starb am 17. Dezember 1961 in San Juan.